# Aderus brunnipennis
Aderus brunnipennis is een keversoort uit de familie schijnsnoerhalskevers (Aderidae). De wetenschappelijke naam van de soort werd in 1875 gepubliceerd door John Lawrence LeConte.